# Anacrusis (geslacht)
Anacrusis is een geslacht van vlinders van de familie bladrollers (Tortricidae), uit de onderfamilie Tortricinae.

## Soorten
- A. aerobatica (Meyrick, 1917)
- A. atrosparsana (Zeller, 1877)
- A. aulaeodes (Meyrick, 1926)
- A. iheringi Kearfott, 1911
- A. piriferana (Zeller, 1877)